# Goriški Vrh
Goriški Vrh je naselje v Občini Dravograd.